# Belfius Foundation
Belfius Foundation est une fondation privée dédiée au mécénat de solidarité en Belgique. Son siège social est situé boulevard Pachéco 44 à 1000 Bruxelles (Belgique).

## Historique
L’ASBL Dexia Foundation fut fondée en 2005. Alors au sein de Dexia Banque Belgique, la fondation était active dans des domaines sociaux tels que le microcrédit, les unités de soins palliatifs  et le bénévolat.  En 2012, Belfius Foundation fut fondée et a repris les activités de l’ex-ASBL Dexia Foundation. 
Les activités de mécénat de Belfius Foundation ont pris fin sur décision du conseil d’administration de Belfius Foundation le 18 juin 2019, Belfius ayant fait le choix d'y mettre un terme pour s’inscrire davantage dans la responsabilité sociétale des entreprises. 

## Thèmes d’engagement social
La fondation privilégie une activité de mécénat axée vers le domaine solidaire. En termes d’engagement social, elle prend en charge deux thèmes majeurs :  

### L’intégration sociale par le microcrédit
La Fondation soutient depuis plusieurs années le microcrédit social en Belgique. Elle offre des subsides et met des volontaires à disposition d’associations spécialisées dans le crédit social. Elle permet ainsi aux exclus du crédit bancaire classique d’accéder à une aide au financement pour leurs projets.      

### Le bien-être des patients hospitalisés
La fondation est active dans le secteur hospitalier : elle soutient financièrement des projets, autres que médicaux, contribuant à la qualité de vie et au bien-être du patient et de sa famille, lors du séjour à l’hôpital. Depuis 2006, elle a permis l’aboutissement d’une cinquantaine de projets dans des unités de soins palliatifs. Depuis 2012, Belfius Foundation s’adresse à l’ensemble des services hospitaliers.  

## Organisation
La fondation est juridiquement indépendante de Belfius Banque. Elle est dirigée par son propre conseil d’administration composé d’Ann de Roeck, présidente, Moniek Delvou, administratrice-déléguée, Dirk Smet, Elisabetta Callegari, Johan Wuytack et Izaak Habieb, administrateurs. La gestion journalière est assurée par la secrétaire générale, Alexandra Van Hemeldonck. 

## Appels à Projets

### Colour Your Hospital!
Depuis 2012, la fondation s’adresse à l’ensemble des services hospitaliers de Belgique avec son appel à projets annuel Colour Your Hospital !. Les services hospitaliers sont invités à soumettre leur candidature afin d’être aidés dans leurs projets axés sur le bien-être et le confort du patient hospitalisé,. En 2012, un jury de spécialistes externes a couronné 24 projets lauréats (à raison de 10.000 euros maximum par projet).

### Helpings Hands
Depuis 2010, la fondation mobilise également les salariés de Belfius via l’appel à projets Helping Hands. Les employés qui s’investissent dans une association (par le bénévolat  ou toute autre implication) ont la possibilité d’introduire un projet pour leur association. Un jury, indépendant et composé de spécialistes du terrain, choisit 10 lauréats  par an qui peuvent solliciter un maximum de 5000 euros pour la réalisation du projet en question. 

## Lauréats

### Colour Your Hospital!(2012)
- Association le Domaine - ULB, Braine-l'Alleud
- AZ Sint-Elisabeth, Zottegem
- Centre Hospitalier Psychiatrique Le Chêne aux Haies, Mons
- Centre Psychiatrique Saint-Martin, Dave
- Centre Psychothérapeutique de Jour Charles-Albert Frère, Marcinelle
- CHC - Clinique de l'Espérance, Montegnée
- CHC Clinique Notre-Dame, Waremme
- CHC Saint-Vincent, Rocourt
- CHR de Namur, Namur
- CHU UCLouvain Mont-Godinne - Dinant, Yvoir
- Clinique du Bois de la Pierre du CHRPBW, Wavre
- Hôpital Universitaire des Enfants Reine Fabiola, Bruxelles
- ISoSL - Cliniques de soins spécialisés Valdor-Pérî, Liège
- Jessa Ziekenhuis, Hasselt.
- La Petite Maison ACIS, Chastre.
- P.C. Dr. Guislain, Gent
- Psychiatrisch Ziekenhuis Bethaniënhuis, Zoersel
- PZ H. Familie - De Korbeel, Kortrijk
- Regionaal Ziekenhuis Sint-Trudo, Sint-Truiden
- Sint-Janshospitaal, Wervik
- UZ Brussel, Jette
- UZ Gent, Gent

### Helping Hands (2013)
- Atoutage ASBL[13]
- Belgische Rett Syndroom Vereniging vzw [14]
- Blijdorp ivzw (Prix du Personnel)[15]
- CENS Academy ASBL[16]
- De Brug vzw[17]
- De Zonnebloemblaadjes vzw[18]
- Doepa vzw[19]
- Le Rêve Bleu Belgique ASBL[20]
- Maison des Enfants “Clair Matin” ASBL[21]
- VIGE 1 Antwerpen vzw
- Villa Rozerood vzw[22]